# Dunne (apellido)

## Origen del apellido
El origen del apellido Dunne posee raíces gaélicas y adaptaciones irlandesas y escocesas. Se sabe que los Dunne tienen o tuvieron radicación, entre otros lugares, en Inglaterra, Escocia, Gales e Irlanda. En sus formas O'Duinn o O'Doinn ha sido frecuentemente traducido al inglés como Dunne o Dunn. Asimismo, en su origen la raíz O'Doyne era común en el siglo XVII. Existen distintas versiones acerca de los primeros componentes de la familia:
- El clan de los O'Duinn se originó en Queen's Co, Irlanda.

- Los Dunne son de la línea de Heremon, descendientes de Riaghan, hijo de Cineth, número 99 en el pedigree de los Dempsey.
- También se considera el asentamiento de ancestros de la familia en el condado de Meath.

Todas las formas remiten a la palabra gaélica Donn, que significa «marrón», y aludiría a una persona de pelo moreno o marrón como originaria del apellido familiar. 
Variaciones del apellido: Dunne, Dunn, Duen, Dúin (al Francés Duen), O'Duinn, O'Doinn, O'Dunn, Dun Doine, O'Dunne y otros.